# Ajiona Alexus
Ajiona Alexus Brown (Tuskegee, 16 marzo 1996) è un'attrice e cantante statunitense.

## Filmografia

### Cinema
- Something Like Summer, regia di David Berry (2017)
- Family Blood, regia di Sonny Mallhi (2018)
- Acrimony, regia di Tyler Perry (2018)
- Breaking In, regia di James McTeigue (2018)

### Televisione
- The Rickey Smiley Show – serie TV, 24 episodi (2012-2014)
- Grey's Anatomy – serie TV, episodio 11x19 (2015)
- Code Black – serie TV, episodio 1x04 (2015)
- Empire – serie TV, 11 episodi (2016-2019)
- Tredici (13 Reasons Why) – serie TV, 18 episodi (2017-2018)
- Light as a Feather – serie TV, 9 episodi (2018-2019)
- Runaways – serie TV, 6 episodi (2018)

## Discografia

### Singoli
- 2020 – Body (feat. Jessame)
- 2021 – Same Mistakes

## Doppiatrici italiane
Nelle versioni in italiano dei suoi lavori, Ajiona Alexus è stata doppiata da:
- Katia Sorrentino in Empire, Tredici
- Rossa Caputo in Code Black
- Fabiola Bittarello in Family Blood
- Margherita De Risi in Breaking In